# Batalha de Rzhev (1942)
A Batalha de Rzhev no verão de 1942 fez parte de uma série de batalhas que duraram 15 meses no centro da Frente Oriental. É conhecida na história soviética da Segunda Guerra Mundial como Primeira Operação Ofensiva Rzhev-Sychyovka, que foi definida como abrangendo de 30 de julho a 23 de agosto de 1942. No entanto, está amplamente documentado que os combates continuaram inalterados até setembro e não cessaram finalmente até o início de outubro de 1942.  O Exército Vermelho sofreu baixas massivas com pouco ganho durante os combates,  dando à batalha uma notoriedade refletida em seu apelido: "O Moedor de Carne Rzhev".
Rzhev fica a 230km a oeste de Moscou e foi capturado pela Wehrmacht Alemã na Operação Tufão no outono de 1941, que os levou aos portões de Moscou. Quando a contra-ofensiva soviética os fez recuar, Rzhev tornou-se uma pedra angular da defesa dos alemães.  Em meados de 1942, a cidade estava no apogeu de uma saliência que se projetava das linhas de frente, apontando na direção geral de Moscou. Em julho e agosto de 1942, Stalin encarregou dois de seus comandantes de frente, o general Gueorgui Júkov (comandando a Frente Ocidental) e o general Ivan Konev (comandando a Frente de Kalínin), de conduzir uma ofensiva para recapturar Rzhev e desferir um golpe contra o Grupo de Exércitos Centro que os afastaria de Moscou. O ataque recairia sobre um de seus principais oponentes nas batalhas de inverno, o 9º Exército do General Walter Model, que ocupava a maior parte da saliência de Rzhev.
As elevadas perdas e os poucos ganhos obtidos durante a luta de dois meses deixaram uma impressão duradoura nos soldados soviéticos que participaram.  Em Outubro, o equilíbrio estratégico no centro da Frente Oriental permaneceu essencialmente inalterado. No entanto, o exército alemão também sofreu perdas graves,  e embora a sua defesa tenha sido taticamente bem sucedida, pouco mais conseguiu do que manter o status quo.  E embora a ofensiva tenha falhado, Jukov teve outra chance de esmagar a saliência de Rzhev logo depois. 

## Contexto

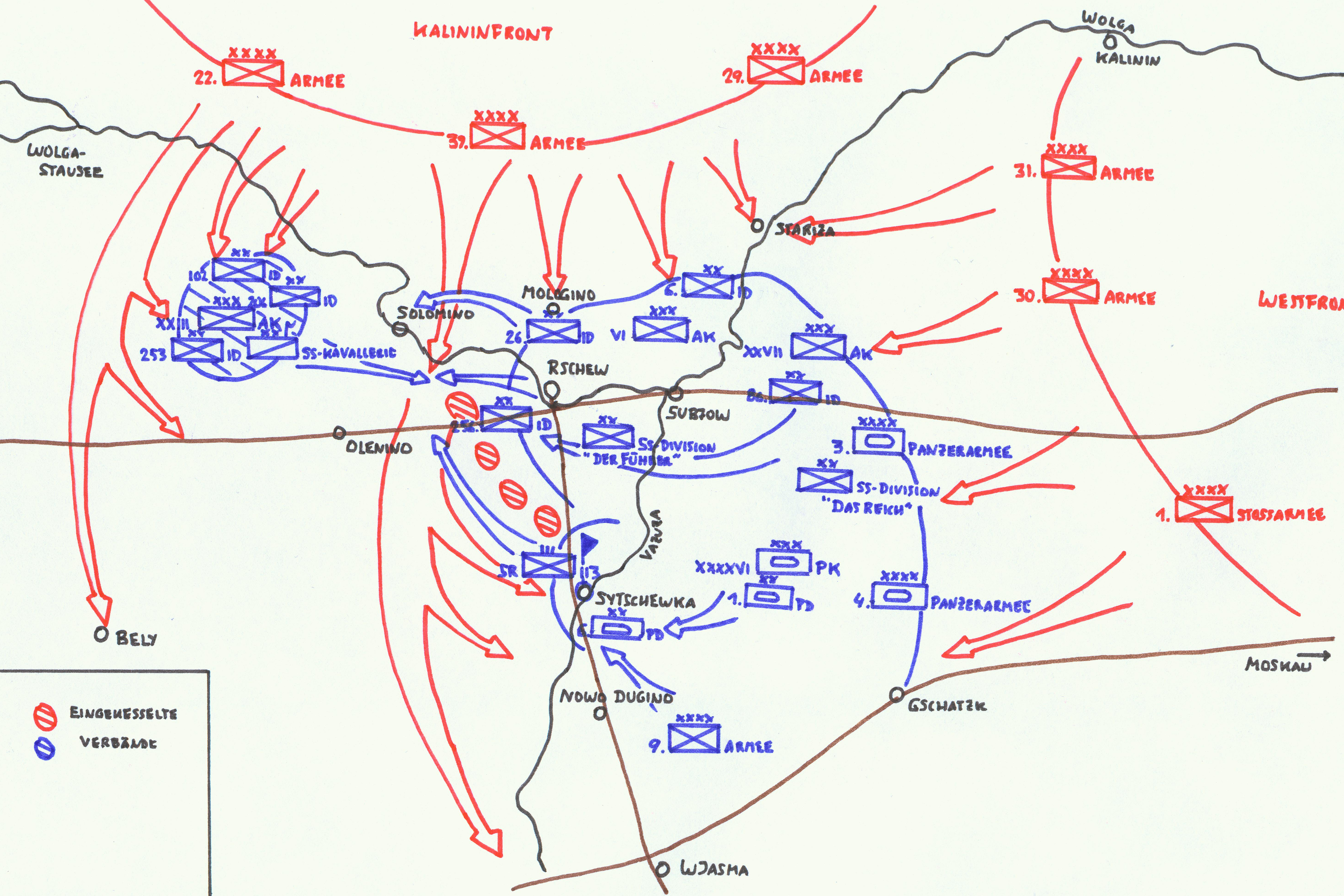
A formação do Saliente Rzhev, janeiro de 1942

Os estágios finais da Batalha de Moscou viram a formação da saliência de Rzhev. A contra-ofensiva soviética fez com que a Wehrmacht recuasse mais de 160km dos arredores de Moscovo e penetrasse na frente do Grupo de Exércitos Centro em vários locais.  Rzhev, uma encruzilhada estratégica e um entroncamento ferroviário vital abrangendo o Volga, tornou-se o posto do canto norte da ala esquerda do Grupo de Exércitos Centro. Era a única cidade digna de nota em muitos quilômetros e deu ao 9º Exército algo em que se agarrar, no que de outra forma parecia um deserto de floresta e pântano em todas as direções. A existência da saliência foi ameaçada no exato momento da sua criação, quando os 39º e 29º Exércitos da Frente Kalinin abriram uma brecha a oeste de Rzhev e avançaram para o sul, na retaguarda alemã.  Apenas conseguindo manter os exércitos soviéticos invasores longe da ligação ferroviária vital para Rzhev, o 9º Exército, agora comandado pelo General Model, conseguiu fechar a lacuna de Rzhev, cortando assim as linhas de abastecimento soviéticas e reduzindo a sua capacidade de lidar com um problema. golpe paralisante para todo o grupo do exército.  O contra-ataque soviético perdeu força e os alemães se recuperaram o suficiente para montar várias operações para limpar sua área de retaguarda. Em Julho de 1942, a Operação Seydlitz foi montada para encurralar e destruir os dois exércitos soviéticos e conseguiu fazê-lo em pouco mais de uma semana, tornando o grupo de exércitos mais uma vez uma ameaça quase credível para Moscovo. 

## Prelúdio

### Comandantes

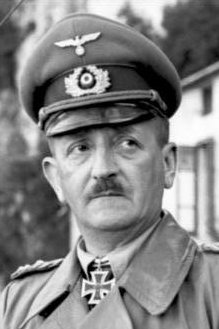
von Vietinghoff
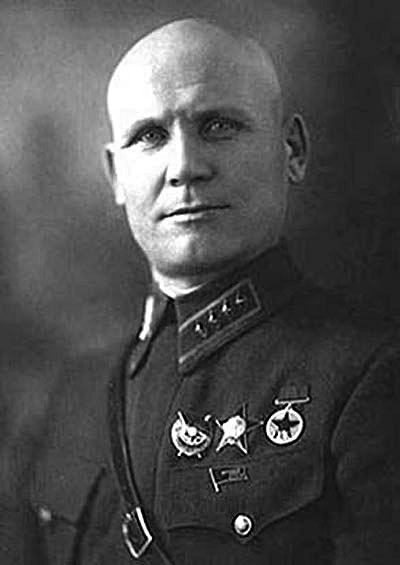
Konev
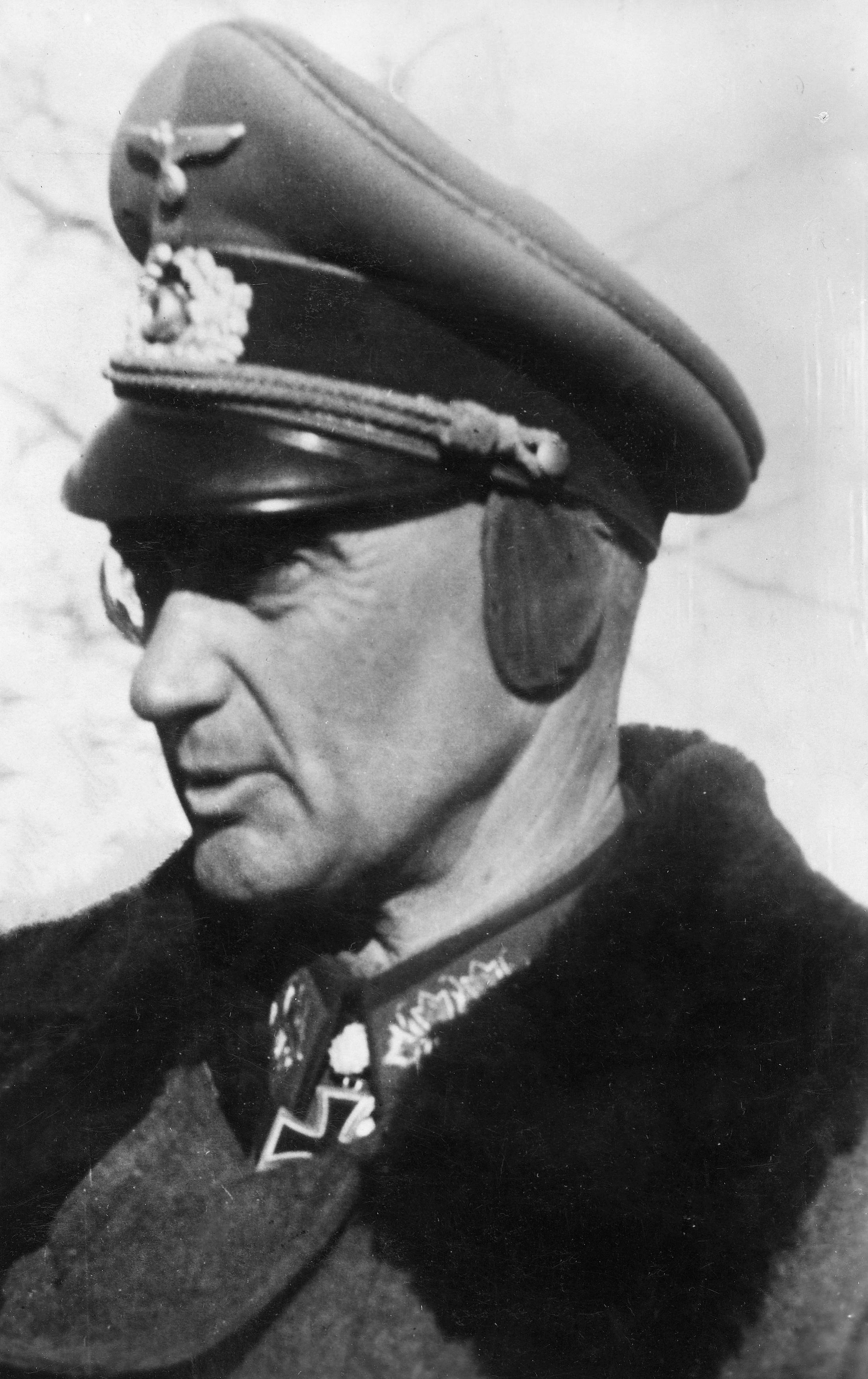
Model
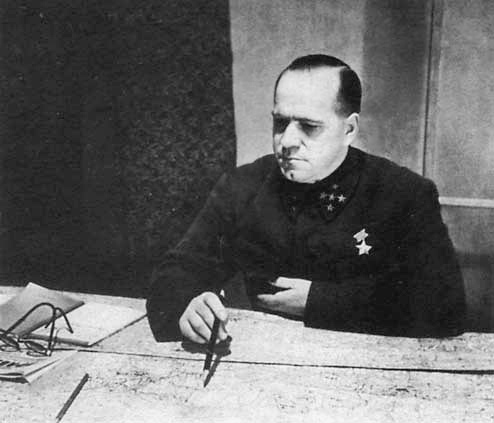
Zhukov

- O General das Tropas Panzer Heinrich von Vietinghoff era comandante sênior do 9º Exército em junho de 1942 e liderou temporariamente o Exército no início da batalha, enquanto Model estava em licença de convalescença. Mais tarde, ele comandou o 10º Exército e o Grupo de Exércitos C na Itália. [13]
- O General das Tropas Panzer Walter Model comandou a 3ª Divisão Panzer no início da Operação Barbarossa e tornou-se comandante do XXXXI Corpo Motorizado em outubro de 1941. [14] Ele mostrou grande determinação nas batalhas defensivas de inverno e foi promovido ao 9º Exército. comandante em 12 de janeiro de 1942. [14] Ele provou ser um soldado duro e um especialista em defesa. Respeitado por Hitler, foi promovido a general-marechal de campo em março de 1944. [15]
- Georgy Zhukov era Chefe do Estado-Maior General quando os alemães invadiram a União Soviética mas, na sequência de um desentendimento com Estaline relativamente à defesa de Kiev, foi despromovido ao comando da Frente de Reserva. [16] Ele se tornou um solucionador de problemas, comandando a Frente de Leningrado no outono, e voltou a Moscou para conduzir sua defesa e contra-ofensiva. Jukov permaneceu no setor central e argumentou, na primavera de 1942, que o eixo Moscou era o mais crítico e que o Grupo de Exércitos Centro representava a maior ameaça à União Soviética. Para ele, as forças alemãs em Rzhev "representavam uma adaga apontada para Moscou". [17] Jukov convenceu Stalin a dar-lhe as forças extras de que precisava. Ele comandou os ataques da Frente Ocidental até que, no final de agosto, Jukov se tornou vice-comandante supremo e foi transferido para Stalingrado. Mais tarde, ele continuou a ocupar os mais altos comandos do Exército Soviético e tornou-se Marechal da União Soviética em janeiro de 1943. Jukov permaneceu sempre no meio da luta até o final da guerra, comandando a 1ª Frente Bielorrussa na Batalha de Berlim, ainda em rivalidade com Konev, que comandou a 1ª Frente Ucraniana na batalha final. [18]
- O Coronel-General Ivan Konev iniciou a guerra contra a Alemanha comandando o 19.º Exército, que ficou cercado em torno de Vitebsk nas primeiras semanas do conflito. [19] Stalin culpou Konev pelo desastre, mas Jukov interveio e garantiu sua sobrevivência e promoção a comandante da frente. [19] Ele passou a comandar a Frente Kalinin nas batalhas de inverno ao redor de Moscou com distinção, [19] e ainda comandou a Frente Kalinin no início da Operação Rzhev. Quando Jukov foi promovido a vice-comandante supremo, Konev recebeu a responsabilidade geral pela continuação da ofensiva.

### Campo de batalha

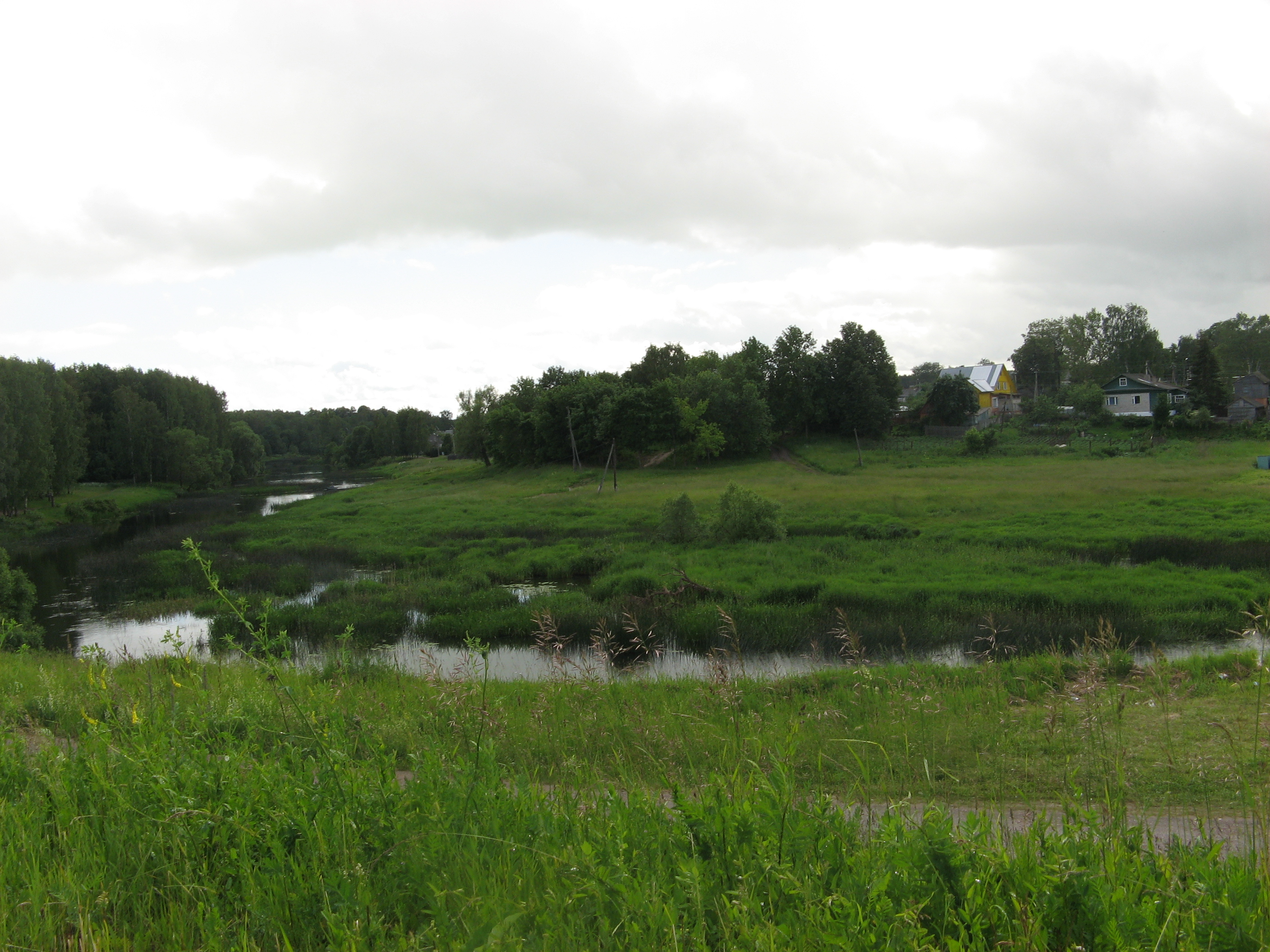
O rio Vazuza perto de Sychevka

Os meses de verão de 1942 na região de Rzhev foram quentes, com dias longos e um sol forte que permitiu que a área secasse após o degelo da primavera.  Rzhev tinha uma região plana e ondulada, com florestas densas e manchas de pântano. O bairro de Rzhev tinha terras agrícolas abertas com uma densa rede de pequenas comunidades de aldeias, que muitas vezes eram faixas de casas ao longo da estrada. As estradas eram em sua maioria trilhas de lama que se tornavam quase intransitáveis nas chuvas de primavera e outono, mas normalmente secavam no verão. As chuvas foram tipicamente moderadas, mas os meses de verão de 1942 registaram chuvas invulgarmente fortes e persistentes.
Dos objetivos do Exército Vermelho, a cidade de Rzhev era de longe a maior, com mais de 50.000 habitantes. Zubtsov tinha menos de 5.000; Pogoreloye Gorodishche tinha apenas 2.500. Karmanovo, para ser palco de muitos combates acirrados, era na realidade simplesmente uma grande aldeia.

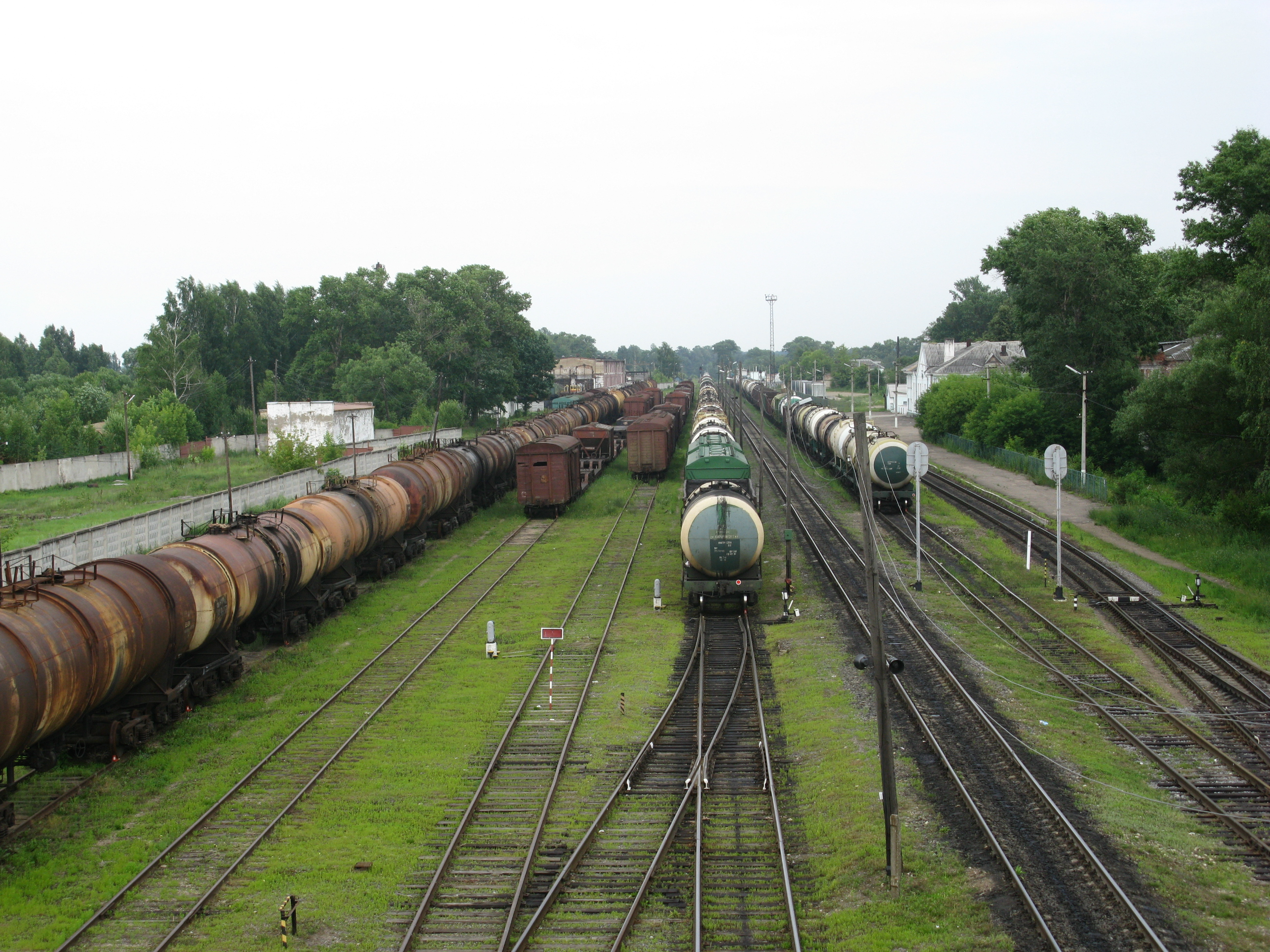
Material rodante na estação Rzhev hoje

O Volga é o rio mais longo da Europa, e tanto no sector central da Frente Oriental em Rzhev como no sector sul em Estalinegrado, os exércitos alemão e soviético lutaram pelo domínio das suas margens. Tanto Rzhev quanto Zubtsov atravessavam o rio, que neste ponto tinha 130m de largura. 

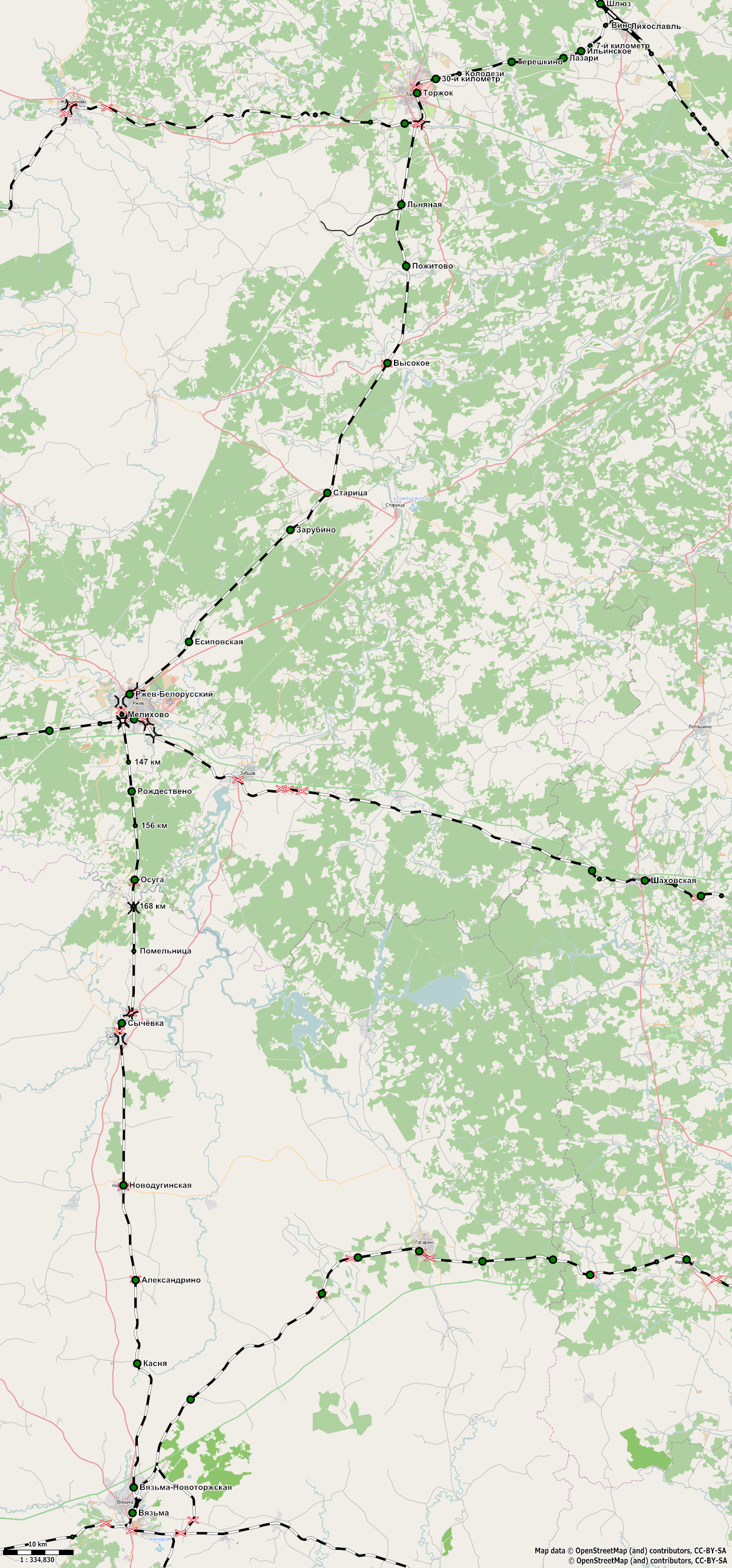
Rede ferroviária na região de Rzhev

De grande importância tanto para o atacante quanto para o defensor eram os afluentes dos rios Volga, Dërzha, Gzhat, Osuga e Vazuza, que corriam de sul a norte através da linha de ataque soviético. Normalmente eram dóceis e transitáveis nesta época do ano, mas incharam com as chuvas de julho e atingiram uma profundidade de mais de 2m. Em agosto, constituíam um grande obstáculo ao ataque da Frente Ocidental de Jukov. Suas forças teriam que cruzar o Dërzha na linha de partida e depois mais um ou mesmo dois rios inundados para alcançar seus objetivos finais.
Do ponto de vista alemão, o objectivo mais importante era a linha ferroviária Viazma-Rzhev,  cuja perda cortaria a sua linha de abastecimento para Rzhev e tornaria insustentável a defesa de toda a saliência. Também importante do ponto de vista soviético era a linha ferroviária Zubtov-Shakhovskaya, que corria na direção do avanço pretendido e podia ser usada para transportar suprimentos.

### Forças de oposição

#### Ordem de batalha alemã

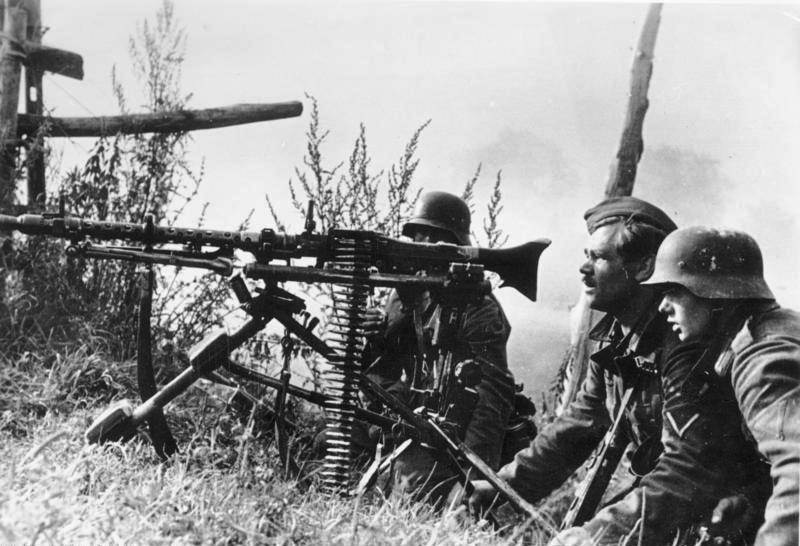
Infantaria alemã com uma MG 34, Grupo de Exércitos Centro, 1942

A força do 9º Exército variou consideravelmente em meados de 1942, à medida que o Grupo de Exércitos transferia forças entre seus exércitos para uso em diferentes operações e compromissos defensivos. No início de julho, o 9º Exército foi reforçado para poder conduzir a Operação Seydlitz. Atingiu um total de 22 divisões, incluindo quatro divisões Panzer organizadas em cinco quartéis-generais superiores.  Após a conclusão bem-sucedida da operação, o grupo do exército deslocou muitas de suas divisões com capacidade ofensiva para o sul para o próximo ataque planejado contra o bojo de Sukhimchi, deixando o 9º Exército no final de julho com 16 divisões de infantaria, organizadas em três corpos, com 14 divisões na linha, uma de reserva e outra de trânsito. 
Quase todas as divisões do Grupo de Exércitos Centro sofreram intensos combates de inverno, o que minou sua força de combate. De acordo com relatórios de reabilitação, a necessidade de manter a linha e a "intensidade inabalável do combate defensivo"  significava que as divisões só poderiam ser parcialmente restauradas. Teriam mobilidade limitada e eficiência de combate reduzida, sendo a maior lacuna a escassez de veículos motorizados e cavalos. 
Após o colapso da sua frente a leste de Rzhev, o exército foi rapidamente reforçado, mas a tensão contínua dos persistentes ataques russos levou o General Model a exigir mais apoio. No final de setembro, o exército consistia em 25 divisões - metade da força do grupo de exército - incluindo 20 de infantaria e quatro panzer, bem como a divisão Großdeutschland. 
| Ordem de batalha: 9° Exército – 30 de julho de 1942 | Ordem de batalha: 9° Exército – 30 de julho de 1942 | Ordem de batalha: 9° Exército – 30 de julho de 1942 | Ordem de batalha: 9° Exército – 30 de julho de 1942 | Ordem de batalha: 9° Exército – 30 de julho de 1942 |
| Exército                                            | Comandante do Exército                              | Corpos                                              | Comandante do Corpo                                 | Divisões                                            |
| --------------------------------------------------- | --------------------------------------------------- | --------------------------------------------------- | --------------------------------------------------- | --------------------------------------------------- |
| 9º Exército                                         | Heinrich von Vietinghoff                            | XXIII Corpo de Exército                             | Carl Hilpert                                        | 197ª, 246ª, 86ª, 110ª, 129ª e 253ª.                 |
|                                                     |                                                     | VI Corpo de Exército                                | Bruno Bieler                                        | 206ª, 251ª, 87ª e 256ª.                             |
|                                                     |                                                     | XXXXVI Corpo Panzer                                 | Hans Zorn                                           | 14ª Mot., 161ª; 36ª Mot., e 342ª.                   |
|                                                     |                                                     | Reserva do exército                                 |                                                     | 6ª; Partes do 328ª.                                 |

| Ordem de batalha: 9° Exército - 2 de outubro de 1942 | Ordem de batalha: 9° Exército - 2 de outubro de 1942 | Ordem de batalha: 9° Exército - 2 de outubro de 1942 | Ordem de batalha: 9° Exército - 2 de outubro de 1942 | Ordem de batalha: 9° Exército - 2 de outubro de 1942         |
| Exército                                             | Comandante do Exército                               | Corpos                                               | Comandante do Corpo                                  | Divisões                                                     |
| ---------------------------------------------------- | ---------------------------------------------------- | ---------------------------------------------------- | ---------------------------------------------------- | ------------------------------------------------------------ |
| 9º Exército                                          | Walter Model                                         | XXIII Corpo de Exército                              | Carl Hilpert                                         | 197ª, 246ª, 86ª, 110ª e 253ª.                                |
|                                                      |                                                      | VI Corpo de Exército                                 | Bruno Bieler                                         | 206ª, 251ª, 87ª e 6ª.                                        |
|                                                      |                                                      | XXVII Corpo de Exército                              | Walter Weiß                                          | 256ª, 14ª Mot., 72ª, 95ª e 129ª                              |
|                                                      |                                                      | XXXIX Corpo Panzer                                   | Hans-Jürgen von Arnim                                | 102ª, 5ª PD, 1ª PD e 78ª.                                    |
|                                                      |                                                      | XXXXVI Corpo Panzer                                  | Hans Zorn                                            | 2ª PD, 36ª Mot. e 342ª.                                      |
|                                                      |                                                      | Reserva do exército                                  |                                                      | 161ª; 328ª, 9ª PD e Panzergrenadier Division Großdeutschland |

#### Ordem de batalha soviética
Stalin o seu grupo de comando, o Stavka, procuraram desenvolver fortes concentrações de forças que atacassem sectores estreitos com forte ajuda de armas de apoio. Por exemplo, a Frente Kalinin foi instruída a “criar um grupo de choque”  de nada menos que 11 divisões de fuzileiros e três brigadas de fuzileiros, oito brigadas de tanques e 10 regimentos de artilharia RGK.  Para atingir essas altas concentrações de força, o Stavka transferiu de sua reserva para a Frente Kalinin, cinco divisões de rifle, seis brigadas de tanques, dois regimentos de artilharia RGK de canhões de 152 mm, quatro regimentos de artilharia antitanque e 10 batalhões M-30. 
O apoio à operação seria em grande escala. Numa tentativa de arrancar a superioridade aérea dos alemães, o coronel-general Alexander Nóvikov, comandante das Forças Aéreas Soviéticas, foi instruído a concentrar 1.100 aeronaves nos setores de ataque, incluindo 600 caças.  Eles procuraram esmagar a frente alemã implementando a ideia de "ataque de artilharia" para maximizar o poder de fogo usando coleções massivas de armas, morteiros e lançadores de foguetes. O 30º Exército, por exemplo, concentrou 1.323 canhões e morteiros ao longo de seu trecho 6,2 milhas (10,0 km), atingindo uma densidade de 140 tubos por quilômetro.  A correlação da infantaria nos setores de ataque foi calculada entre 3–4:1 nos setores do 30º, 31º e 33º Exército e cerca de 7:1 nos setores do 20º e 5º Exército. A vantagem da artilharia era esmagadora, com 6–7:1 para todos os exércitos, exceto para o 30º, onde foi calculada em 2:1. 

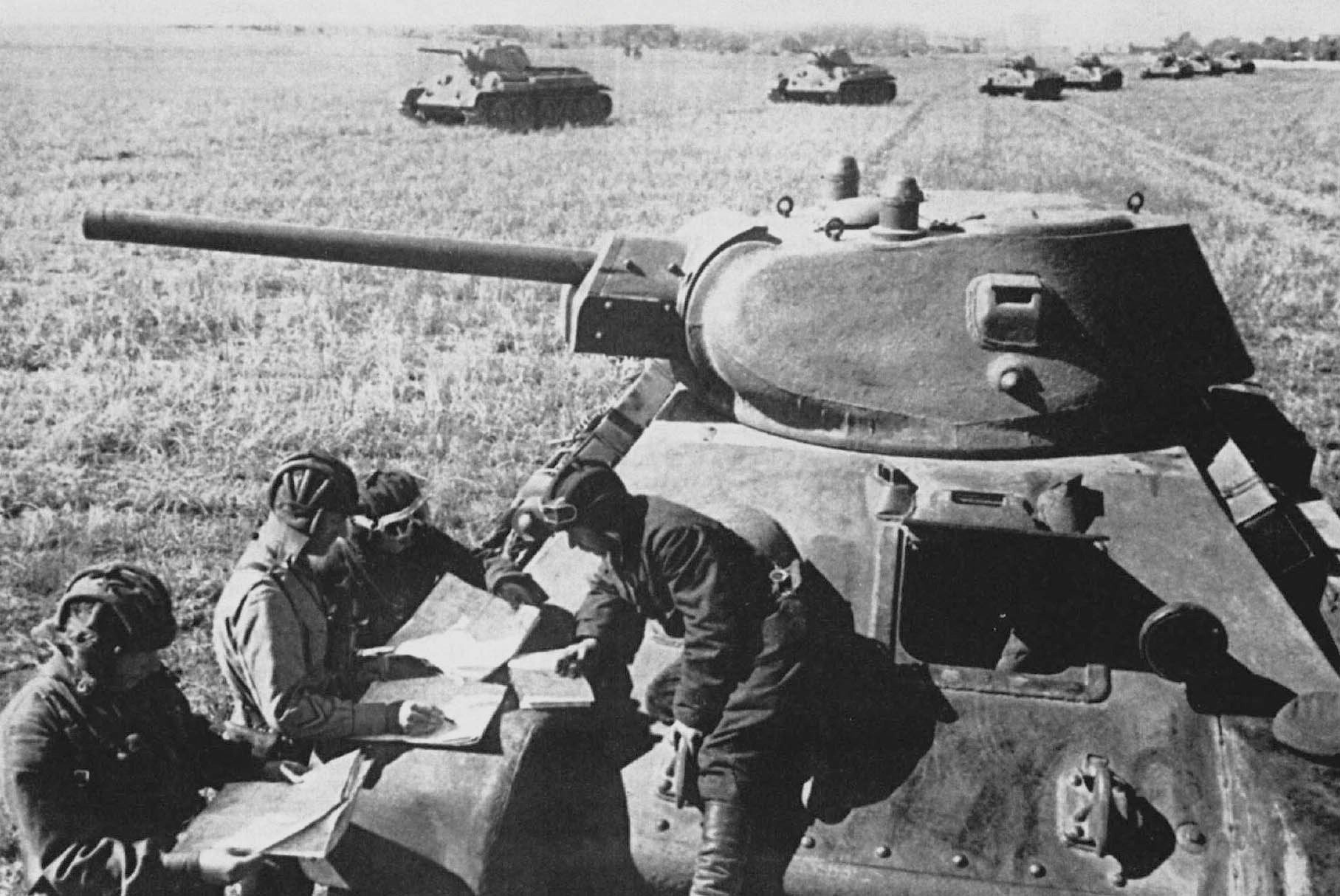
Tripulações de tanques soviéticos em treinamento, 1942

A maior parte da força dos tanques soviéticos ainda estava em brigadas de tanques separadas que apoiavam diretamente a infantaria. O 30º Exército iniciou a ofensiva com nove brigadas de tanques com 390 tanques,  o 31º Exército com seis brigadas de tanques com 274 tanques e o 20º Exército com cinco brigadas de tanques e 255 tanques.  Atrás dessas forças de nível militar estavam os recém-criados corpos de tanques, o 6º e o 8º na retaguarda do 20º Exército, e o 5º Corpo de Tanques atrás do 33º Exército.
O corpo de tanques foi criado entre março e maio em torno de um núcleo de brigadas de tanques existentes e de novos homens provenientes dos estabelecimentos de treinamento. Eles foram fornecidos com os melhores tanques disponíveis, mas careciam de artilharia e unidades de apoio. Inicialmente, até os caminhões eram escassos.  Embora formadas em torno de um núcleo de veteranos dos combates de inverno, estas unidades apoiaram os exércitos de infantaria e ainda não estavam habituadas a ações independentes e não eram capazes de cumprir o seu papel de exploração.  Seus líderes eram comandantes experientes, muitos dos quais eram cautelosos com as unidades blindadas alemãs da campanha dos anos anteriores e tendiam a superestimar a força alemã.
| Ordem de batalha: Frente de Kalínin (Ivan Konev) e Frente Ocidental (Gueorgui Júkov) | Ordem de batalha: Frente de Kalínin (Ivan Konev) e Frente Ocidental (Gueorgui Júkov) | Ordem de batalha: Frente de Kalínin (Ivan Konev) e Frente Ocidental (Gueorgui Júkov) | Ordem de batalha: Frente de Kalínin (Ivan Konev) e Frente Ocidental (Gueorgui Júkov)                                                                                                  |
| Exército                                                                             | Comandante do Exército                                                               | Corpos                                                                               | Divisões |
| ------------------------------------------------------------------------------------ | ------------------------------------------------------------------------------------ | ------------------------------------------------------------------------------------ | --- |
| 30º Exército                                                                         | Dmitry Lelyushenko                                                                   |                                                                                      | - 2ª e 16ª Divisões de Rifles de Guardas, 52, 78, 111, 220ª, 343ª, 379ª Divisões de Rifles - 9 brigadas de tanques incl. 35, 238 e 240 Brigadas de Tanques no grupo móvel do Exército |
| 29º Exército                                                                         | Vasily Shvetsov                                                                      |                                                                                      | |
| 31º Exército                                                                         | V. S. Polenov                                                                        |                                                                                      | - 20ª Divisão de Rifles de Guardas, 88ª, 118, 164, 239ª, 247, 336ª Divisões de Rifles - 6 brigadas de tanques 34, 71, 212 e 92, 101, 145 no grupo móvel.                              |
| 20º Exército                                                                         | Max Reyter                                                                           |                                                                                      | - 51ª, 331ª, 354ª, 82ª, 312ª e 415ª Divisões de Rifles 40ª Brigada de Rifles - 5 brigadas de tanques 17, 20, mais 11, 188, 213 no grupo móvel                                         |
| 20º Exército                                                                         |                                                                                      | 8º Corpo de Fuzileiros de Guardas                                                    | 26ª Divisão de Rifles de Guardas, 129, 148, 150, 153 brigadas de rifle |
| 5º Exército                                                                          | Ivan Fedyuninsky                                                                     |                                                                                      | 3ª Divisão de Rifles Motorizados de Guardas, 42ª Divisão de Rifles de Guardas, 19ª, 28ª Divisões de Rifles, 28, 35 e 49 brigadas de rifle e 120, 161, 154 brigadas de tanques         |
| 33º Exército                                                                         | Mikhail Khozin                                                                       |                                                                                      | 50ª, 53ª, 110ª, 113ª, 160ª, 222ª Divisões de Rifles, 112, 120, 125, 125 brigadas de rifle, 18, 80, 248 brigadas de tanques                                                            |
| 33º Exército                                                                         |                                                                                      | 7º Corpo de Fuzileiros de Guardas                                                    | 5ª, 30ª Divisões de Rifles de Guardas, 17ª Divisão de Rifles |
| Frente Ocidental                                                                     |                                                                                      |                                                                                      | 5º, 6º, 8º Corpo de Tanques, 2º Corpo de Cavalaria de Guardas |

## Batalha

### Ataques da Frente Kalinin
A linha da frente, que não tinha mudado neste sector desde Janeiro, tinha dado tempo suficiente para que a inteligência e os planeadores soviéticos identificassem as defesas avançadas alemãs e planeassem a sua destruição ou supressão. A situação atrás das linhas de frente era mais incompleta para os atacantes, e os alemães, por ordem de Model, não ficaram ociosos e construíram uma linha secundária fora de Rzhev e um cinturão final de defesas nos arredores da cidade. 

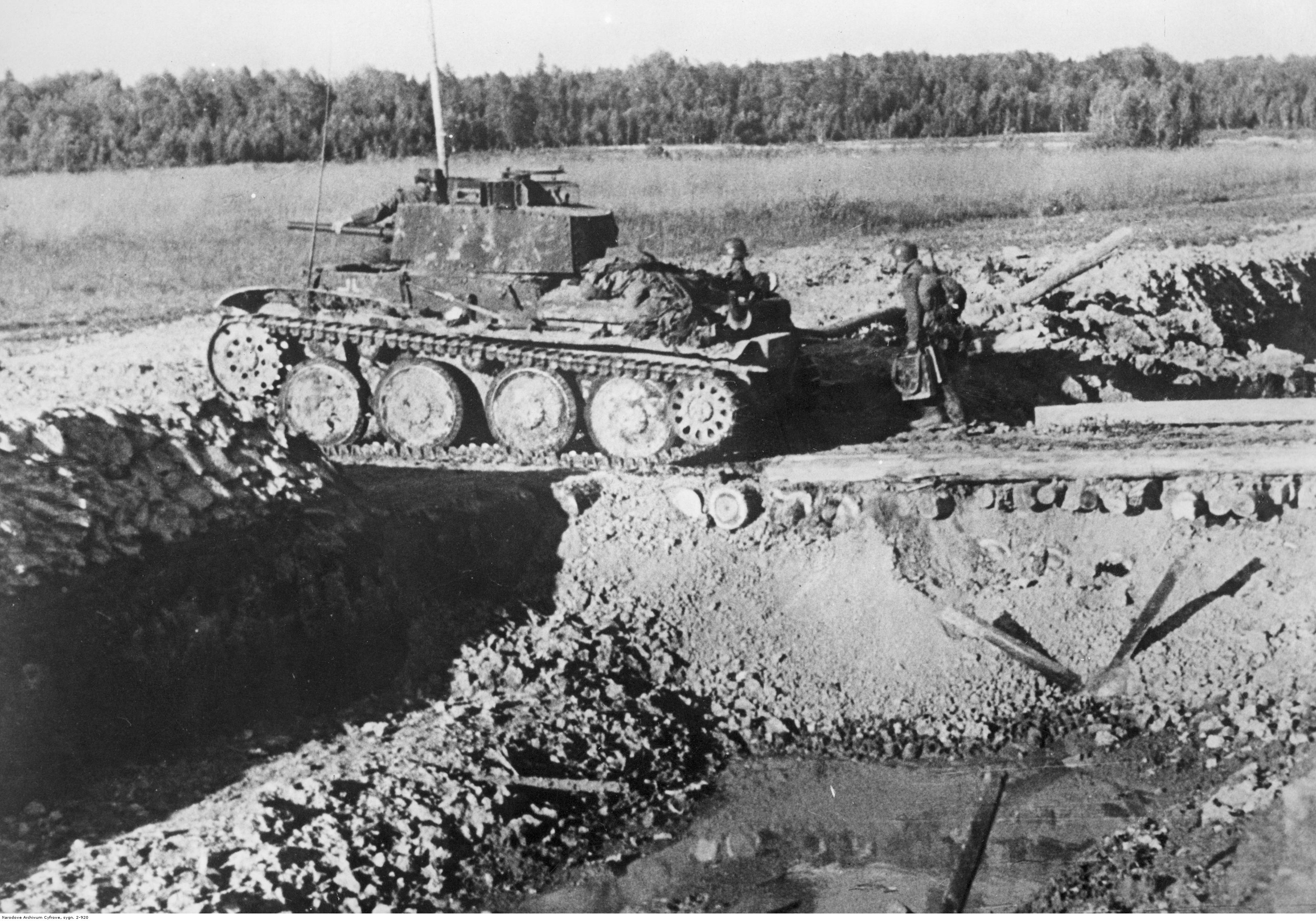
Um alemão zKpfw 38 (t) Ausf. Tanque EF atravessa uma trincheira no setor Rzhev, agosto de 1942.

O terreno era em locais baixos e propensos ao pantanal, sendo as aldeias construídas nas elevações mais altas e mais secas. Estas foram transformadas pela Wehrmacht em fortalezas e ligadas por trincheiras e defesas. Eles foram descritos pelos relatos soviéticos como tendo sólidos campos minados, redes de bunkers e arame farpado dispostos em linhas densas.  Além disso, o verão excepcionalmente chuvoso e as chuvas contínuas do final de julho e agosto melhoraram muito as defesas, dificultando o envio de tanques e artilharia para os russos, que se mostraram incapazes de exercer sua superioridade nessas áreas. A distância até Rzhev era de 12km que as forças atacantes esperavam cobrir num rápido avanço atingindo a cidade em dois dias e ocupando-a totalmente no terceiro.
Para cumprir esta missão, o major-general DD Lelyschenko, comandante do 30º Exército, recebeu reforços maciços e tinha quatro divisões de rifle alinhadas ao longo de setores de ataque estreitos, apontando diretamente para Rzhev, e mais duas divisões de rifle de flanco que empurrariam os ombros do Deixando a defesa alemã de lado. Atrás deles ele tinha mais duas divisões de fuzileiros prontas para reforçar o ataque principal, e outra atrás do flanco. As seis divisões de rifle em linha atacariam na junção das 87ª e 256ª Divisões de Infantaria alemãs e perfurariam as defesas ao longo de uma distância de 10km frente.  Cada uma das principais divisões de ataque foi reforçada por uma brigada de tanques e apoiada por um conjunto impressionante de exército e artilharia de frente, bem como lançadores de foguetes Katyusha. Ao todo, o 30º Exército desdobrou 390 tanques, 1.323 canhões e morteiros e 80 lançadores de foguetes para o ataque. 

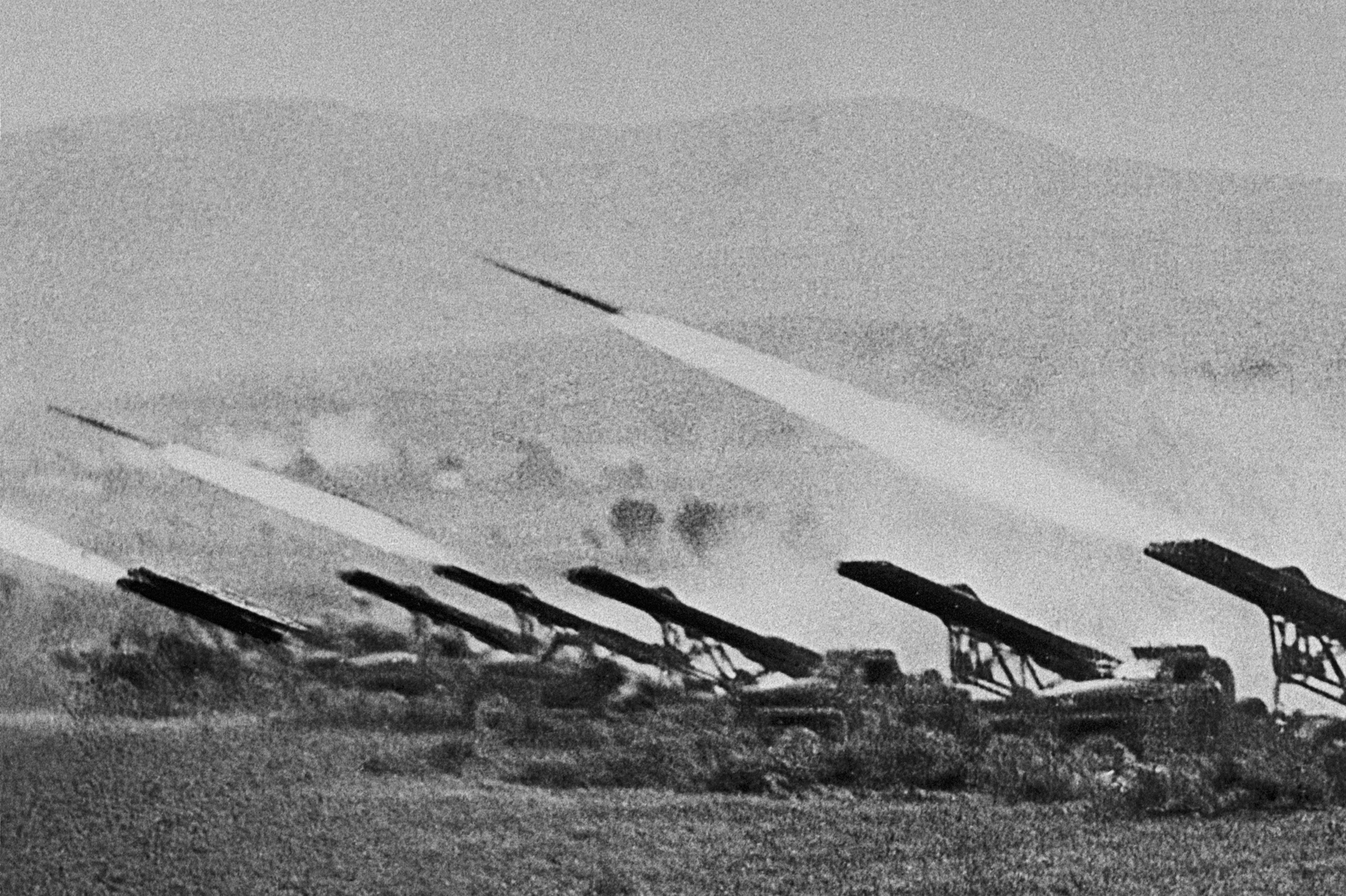
O foguete Katyusha é lançado em 1942. Essas baterias foram utilizadas no crescendo final dos preparativos da artilharia.

#### 30 de julho de 1942
Às 6h30 do dia 30 de julho, na penumbra da madrugada, a artilharia do 30º Exército abriu fogo em um rugido tumultuado. O comandante da artilharia da Frente Kalinin, coronel-general NM Khlebnikov, lembrou: “O poder do impacto do fogo foi tão grande que a artilharia alemã, após várias tentativas fracassadas de responder ao fogo, parou. As duas primeiras posições da faixa principal de defesa inimiga foram destruídas, as tropas que as ocupavam – quase completamente destruídas." 
Após uma hora e meia de bombardeio, às 8h, as divisões de fuzileiros atacaram. Apesar do início repentino de chuvas mais fortes, e com os soldados de infantaria às vezes atravessando campos encharcados com água até os joelhos,  o ataque rapidamente ganhou impulso.
A 16ª Divisão de Fuzileiros de Guardas no centro invadiu as trincheiras avançadas já na primeira hora, e as aldeias fortificadas da segunda posição logo depois, e por volta das 13h seus homens estavam profundamente na retaguarda alemã e já se aproximando da aldeia de Polunino, a meio caminho para Rjev.  À sua direita, a 379ª e a 111ª Divisões de Rifles também invadiram a linha de frente alemã, penetrando nas profundezas e capturando quatro baterias da 87ª Divisão de Artilharia. 
O 30º Exército soviético avançou em uma frente de nove quilômetros e atingiu uma profundidade de 6,4 km,  mas já no final do primeiro dia as suas pontas de lança foram detidas pelos contra-ataques alemães, e sinais ameaçadores das dificuldades futuras começaram a aparecer. Nos sectores de avanço, os tanques de apoio ficaram para trás e muitos permaneceram atolados na lama; os fuzileiros encontraram linhas alemãs preparadas e, ao cavar, encontraram suas trincheiras imediatamente cheias de água. 
O Generalleutnant Danhauser, comandando a 256ª Divisão de Infantaria Alemã, acionou seu batalhão pioneiro e de reconhecimento em um contra-ataque de Polunino e acionou sua última reserva, o batalhão de substituição de campo da divisão, para tentar preencher seu flanco aberto. De sua linha de frente original, ancorada pelo Ponto Forte Emma perto da antiga fronteira da divisão 256-87, quase toda ainda estava nas mãos dos alemães, apesar da forte pressão do ataque de flanco soviético. O 9º Exército entregou relutantemente o 54º Batalhão de Motocicletas, a única reserva da 14ª Divisão Motorizada, para preencher a lacuna no flanco esquerdo da 256ª Divisão. 

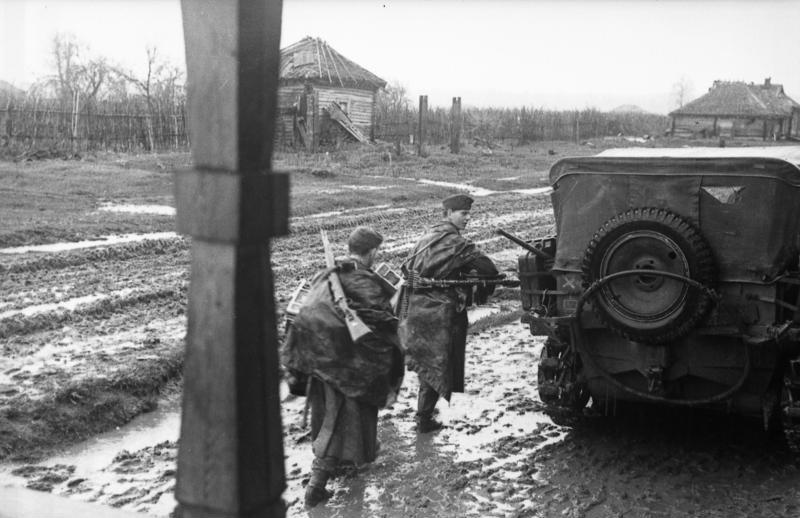
Reforços alemães sobem na lama

#### 31 de julho – 6 de agosto de 1942
Na manhã seguinte, os atacantes soviéticos esperavam poder retomar o avanço, mas tiveram dificuldades em coordenar as suas várias armas. Numerosas avarias de tanques reduziram o número de blindados de apoio a um punhado, o que os deixou vulneráveis às defesas panzerjäger alemãs. Sem o apoio maciço da artilharia, as posições defensivas alemãs permaneceram intactas. Os alemães conseguiram preencher as lacunas com reservas divisionais e agora travavam batalhas desesperadas, aguardando até que mais ajuda chegasse. À noite, batalhões dos 18º e 58º Regimentos de Infantaria da 6ª Divisão de Infantaria começaram a chegar ao vital setor central ao redor de Polunino e a uma pequena elevação a oeste da vila, a Colina 200. Para os soviéticos, o dia não trouxe nada além de pesadas perdas. A 16ª Divisão de Fuzileiros de Guardas iniciou uma série de ataques à aldeia de Polunino, que continuou durante todo o dia, e sofreu mais de 1.000 baixas.  Como afirmou laconicamente o seu jornal divisionário, “o ataque não teve sucesso”.  Os ataques frontais de 31 de Julho estabeleceram o padrão para os dias seguintes; Os comandantes soviéticos não tinham liberdade (ou às vezes imaginação) para desenvolver táticas flexíveis e muitas vezes executavam ordens vindas de cima com rigidez, mesmo que isso significasse atacar de frente no mesmo terreno durante dias ou até semanas seguidas.  
Em 3 de agosto, os alemães já contavam as perdas soviéticas e se perguntavam por quanto tempo mais as formações soviéticas poderiam continuar. Eles estimaram corretamente que muitas divisões de fuzileiros sofreram milhares de baixas, mas também notaram sinais de novos homens chegando para preencher algumas das fileiras esgotadas.  Três dias depois, um frustrado Stavka emitiu um pronunciamento, exigindo que o 30º Exército fornecesse soluções para uma variedade de problemas percebidos, incluindo liderança fraca, falha em massificar tanques e fornecimento insuficiente de munição para a artilharia. Após o sucesso do primeiro dia, sete dias de ataques não deram em nada e o 30º Exército interrompeu o ataque para se reagrupar e reorganizar.

#### 10–30 de agosto de 1942
Em 10 de agosto, os russos atacaram o flanco do 256º com ferocidade renovada. A 220ª Divisão de Fuzileiros, que vinha atacando a teimosa defesa da 256ª Divisão de Infantaria desde 30 de julho e havia perdido 877 mortos e 3.083 feridos apenas nos primeiros quatro dias, finalmente capturou a importante vila de Belkovo em 12 de agosto.  O seu comandante de divisão, coronel Stanislav Poplavsky, viu que “os campos estavam cheios de corpos dos mortos”. No dia anterior, Gilyarovich recebeu um telefonema do comandante da Frente, Konev, que sugeriu que a brigada de tanques de apoio fosse retirada para liderar o próximo ataque de infantaria. Mas a sua armadura anexa, como em tantos outros sectores, ficou atolada na lama e apenas quatro tanques puderam ser extraídos. 
Mas em outros setores foram criadas novas formações de fuzileiros. O ponto forte Emma, a pedra angular vital da defesa que resistiu por duas semanas, caiu; tanques da Brigada de Tanques Soviética 255 vagavam livremente por sua retaguarda.  Alguns defensores alemães notaram que os petroleiros soviéticos estavam a empregar novas táticas: "mantendo-se fora do alcance dos nossos canhões antitanque, dispararam sistematicamente contra todas as posições, o que teve um efeito desmoralizante na infantaria, causando pânico nos tanques." 
Os contínuos ataques de tanques russos corriam o risco de inundar a defesa, mas as táticas da infantaria soviética permaneciam rudimentares, com densas massas de homens avançando, gritando “Viva”.    Os substitutos muitas vezes eram lançados diretamente na batalha, direto dos trens, sem orientação ou qualquer momento para conhecer seus oficiais ou sua equipe. 
Model, que acabava de voltar da licença de convalescença, viu que a defesa alemã estava dobrada, mas não completamente quebrada. Ele emitiu ordens de “nem um passo atrás” e canalizou todas as reservas disponíveis, incluindo grupos de batalha improvisados formados por tropas que retornavam em trens de licença.  Ao mesmo tempo, ele exigiu reforços adicionais dos comandos superiores.
As perdas do Exército Vermelho foram catastróficas, mas os alemães também sofreram forte pressão. Os ataques constantes exauriram as tropas e as invasões tiveram de ser constantemente rechaçadas por contra-ataques locais. O 481º Regimento de Infantaria estava agora reduzido a 120 soldados de combate,  principalmente ligados ao Grupo de Batalha Mummert, que era composto por unidades de quatro divisões diferentes.  Os batalhões de antitanques (Panzerjäger) eram a chave para a defesa contra os tanques, mas os canhões não podiam estar em todos os lugares. Era comum a infantaria usar feixes de granadas ou minas para lidar com tanques que invadiam suas trincheiras. Esses ataques exigiram grande ousadia individual.
Os ganhos dos ataques de flanco, embora escassos, finalmente abriram uma nova oportunidade a leste de Pultuno, que a 2ª Divisão de Fuzileiros de Guardas conseguiu explorar. Invadindo um setor que atravessava terreno pantanoso e arborizado, a divisão em três dias abriu caminho até o campo de aviação de Rzhev, nos arredores da cidade. Os contra-ataques estabilizaram a frente, e o Modelo permitiu que a 256ª Divisão de Infantaria e a 14ª Divisões Motorizadas, cujas posições agora se expandiam para as linhas soviéticas, recuassem através da margem ocidental do Volga. Os soviéticos, agora ao alcance fácil da artilharia, começaram a atacar a cidade, o que, juntamente com ataques aéreos, reduziu os seus edifícios a ruínas fumegantes. 
No final do mês, a teimosa defesa alemã de Putino chegou ao fim quando eles finalmente se retiraram sob forte pressão e assumiram novas posições defensivas no perímetro de Rzhev. 

### Ataques da Frente Ocidental
O ataque da Frente Ocidental, planeado para 2 de Agosto, foi adiado por mais dois dias, principalmente devido aos atrasos adicionais impostos pelo tempo péssimo. Jukov planejou penetrar a linha em Pogoreloye Gorodishche, e avançar em direção ao rio Vazuza, destruindo no processo as forças de defesa do XXXXVI Corpo Panzer, conhecido como agrupamento Zubtsov Karmanovo. O grupo móvel da frente, 6º e 8º Corpo de Tanques e o 2º Corpo de Cavalaria de Guardas, seria comprometido em direção a Sychevka com o 20º Exército, enquanto o 31º Exército cooperava com as forças da Frente Kalinin para capturar Rzhev. 

#### 4 de agosto de 1942

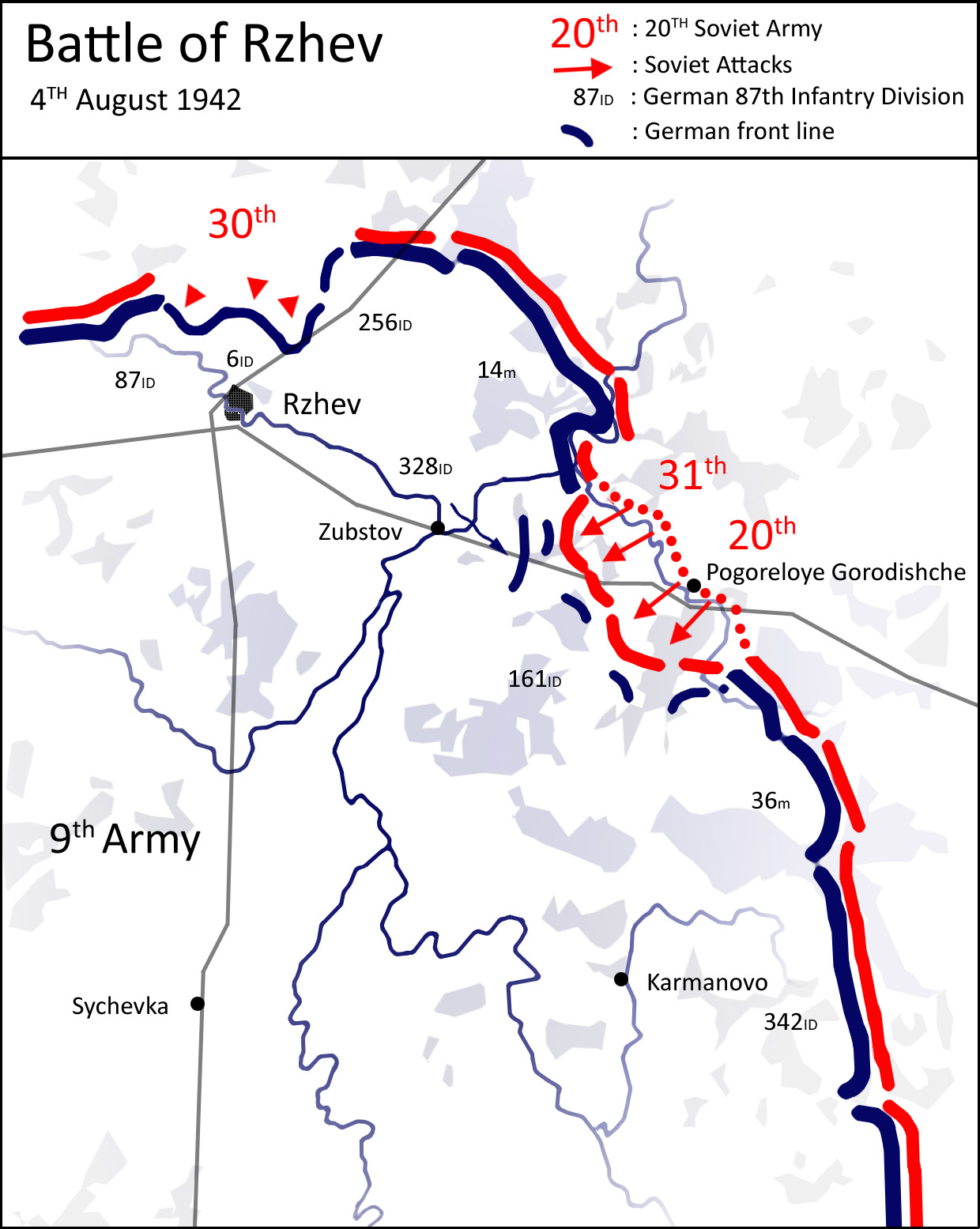
Ataque da Frente Ocidental, 4 de agosto de 1942

Nas primeiras horas da manhã de 4 de agosto de 1942, o general Zukov desencadeou o ataque da Frente Ocidental contra a saliência de Rzhev. A ofensiva começou com um bombardeio preliminar massivo. Uma concentração de artilharia e morteiros ao longo de uma frente estreita fez chover granadas e bombas sobre as posições alemãs durante quase uma hora e meia, e foi seguida por uma pausa durante a qual aviões soviéticos lançaram fumaça ao longo da linha de frente. Mas a calmaria foi um estratagema para atrair os defensores alemães de volta às suas trincheiras avançadas para sofrer o crescendo final, que foi culminado por uma saraivada de lançadores de foguetes Katyusha. 
A energia da tempestade de fogo em muitos lugares destruiu os emaranhados de fios alemães, e bunkers e posições fixas foram destruídos. Os batalhões de ataque das divisões de rifle soviéticas, usando jangadas, barcos e balsas para cruzar o caudaloso rio Derzha, garantiram a linha avançada alemã em uma hora e com poucas perdas. 

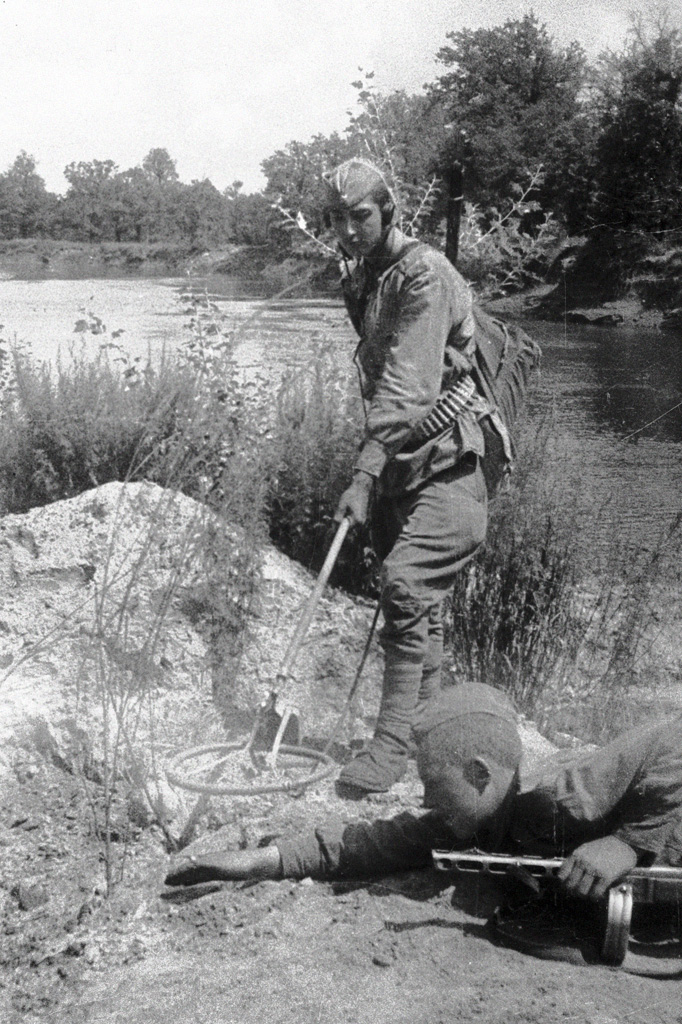
Sapadores soviéticos 1942

Pogoreloye Gorodishche, um reduto do batalhão do 364º Regimento de Infantaria da 161ª Divisão e um dos principais objetivos iniciais do 20º Exército soviético, foi rapidamente flanqueado e depois isolado pela infantaria soviética. Pouco depois do meio-dia, auxiliados por outro forte ataque de artilharia e apoiados por tanques, fuzileiros russos invadiram a posição vindos de três direções e dominaram a guarnição, capturando 87 oficiais e homens e deixando muitos mais mortos. 
Ao sul de Pogoreloye Gorodishche, a 331ª Divisão de Rifles rapidamente capturou a linha de trincheira avançada e avançou rapidamente para tomar Gubinka, uma vila na linha secundária. Até aquela manhã era o local do quartel-general do Regimento de Infantaria 336, que foi encontrado abandonado e repleto de documentos de pessoal e equipamentos descartados.  Ao longo de toda a frente da 161ª Divisão, seus soldados foram atacados com força esmagadora, suas defesas desmoronaram e cederam, e seus soldados restantes estavam em plena retirada. Os 20º e 31º Exércitos Soviéticos abriram um buraco na frente alemã e, à noite, suas divisões de rifles e brigadas de tanques de apoio avançaram 8km nas linhas alemãs. 
O comando alemão percebeu rapidamente os perigos da nova ofensiva soviética, e Hitler imediatamente libertou cinco divisões que haviam sido mantidas em reserva para a Operação Whirlwind, o ataque planejado ao bojo de Sukhinichi. Estas incluíam a 1ª, 2ª e 5ª Divisões Panzer e as 102ª e 78ª Divisões de Infantaria.  Von Vietinghoff, comandante interino do 9º Exército, já havia comprometido todas as reservas que tinha contra o ataque da Frente Kalinin e não tinha praticamente nada em mãos para impedir o novo avanço soviético, exceto escolas do Exército, ajudantes adolescentes e algumas armas antiaéreas, que ele posicionou em pontos estratégicos. Estas não iriam deter os tanques soviéticos por muito tempo; As defesas alemãs permaneceram abertas até a chegada das divisões de reforço. 

#### 5–9 de agosto de 1942

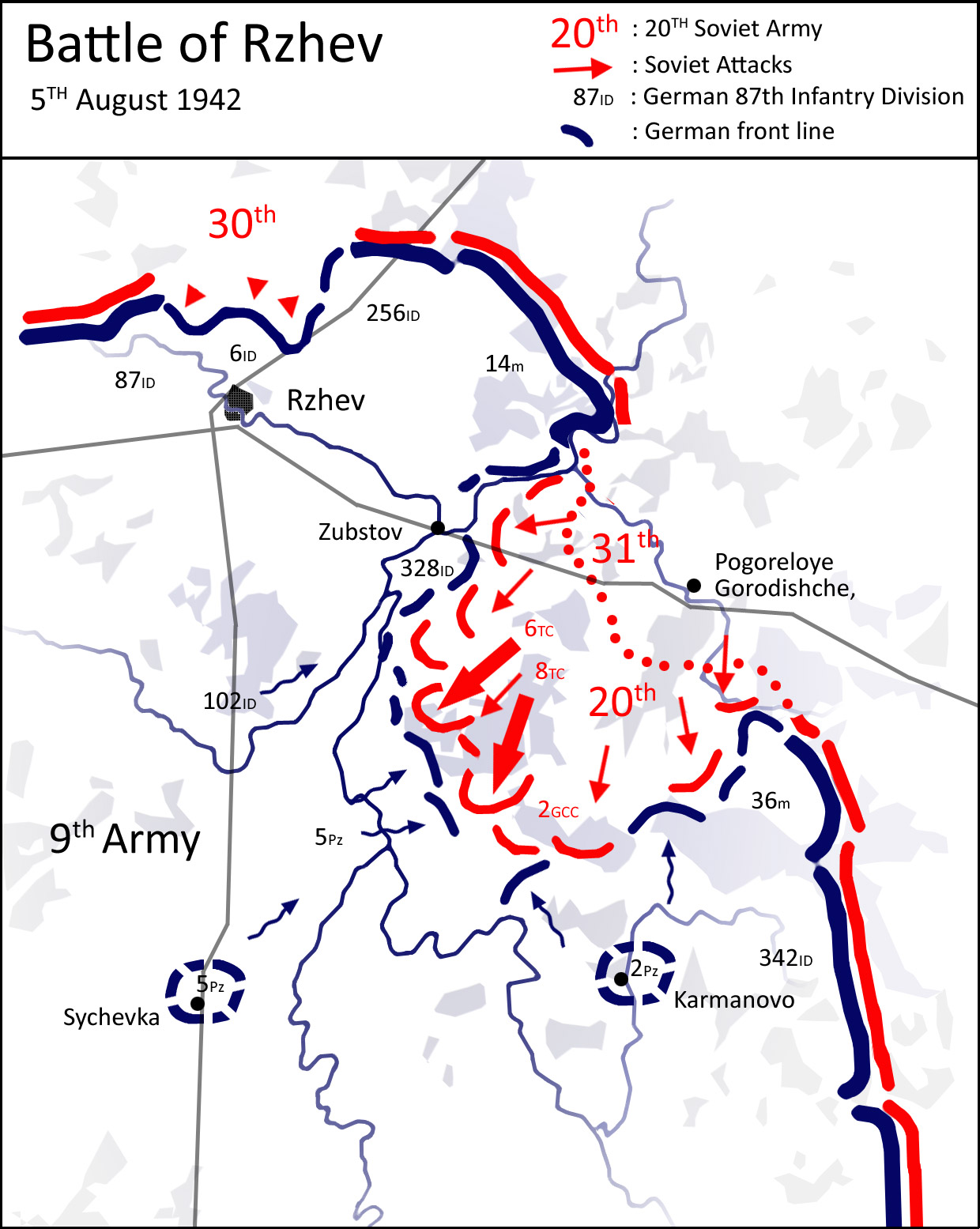
Operação Ofensiva First-Rzhev-Sychyovka; a Frente Ocidental Soviética continua seu ataque contra o Grupo de Exércitos Centro

Na manhã de 5 de agosto, no que Halder chamou de "penetração muito ampla e profunda",  as divisões de fuzileiros soviéticos avançaram para as profundezas das posições alemãs contra uma oposição insignificante. No entanto, à medida que os comandos soviéticos começaram a enviar as suas unidades blindadas para a frente, os problemas começaram a surgir.
Os pontos de passagem ao longo do rio Darzha foram interditados pelos ataques da Luftwaffe e complicados pela enchente e pela forte corrente. O Corpo de Tanques estava demorando horas para atravessar até mesmo frações de suas forças. As estradas, saturadas pelas chuvas incessantes, deterioraram-se rapidamente e ficaram obstruídas com todo o tipo de tráfego, alguns dos quais ficaram irremediavelmente atolados na lama e não conseguiam mover-se.   Carrinhos de reabastecimento, artilharia e tanques ficaram presos em engarrafamentos e ficaram desorganizados e desorientados.  A 11ª Brigada de Tanques, parte do grupo móvel do 20º Exército, perdeu-se e só apareceu dias depois lutando no setor errado.  Os motociclistas acompanhantes, vinculados ao grupo móvel do Exército, não conseguiram avançar com suas máquinas e tiveram que abandoná-las; os cavaleiros avançaram como infantaria comum, avançando lentamente pela lama. 
No entanto, a infantaria do 20º Exército avançou mais 30km e foi acompanhado ao anoitecer pelas partes mais avançadas do 6º e 8º Corpo de Tanques.  Essas forças aproximavam-se dos rios Vazuza e Gzhat, mas à medida que a luz diminuía no dia 5 de agosto, começaram a fazer contato com novas unidades inimigas. Estes vieram principalmente da 5ª Divisão Panzer, que estava mais próxima da área de avanço, e foram levados às pressas para o setor crucial ao norte de Sychevka, onde seus elementos avançados cruzaram o Vazuza em Chlepen e se espalharam, ocupando apressadamente posições defensivas. 
No canto sul do avanço, a teimosa defesa da 36ª Divisão Motorizada foi o único ponto positivo para o 9º Exército em 4 de agosto, mas seu oponente, o 8º Corpo de Fuzileiros de Guardas soviético, rapidamente se infiltrou nas forças ao redor do flanco norte da divisão e em sua parte traseira. 
No dia seguinte, os soviéticos avançaram pelo norte com tanques e infantaria, percorreram uma bateria de artilharia divisionária, obuseiros de 105 mm, e alcançaram a pequena comunidade de Dolgie Niwuj, a apenas um quilômetro e meio da 36ª Divisão Motorizada Divisional. sede em Voskresenskoye (Woskresenskoje). O Generalmajor Gollnick, o comandante da divisão, viu as casas de Dolgie Niwuj pegarem fogo e começou a reorganizar suas defesas para lidar com o que seria apenas a primeira de uma série de crises para a divisão.

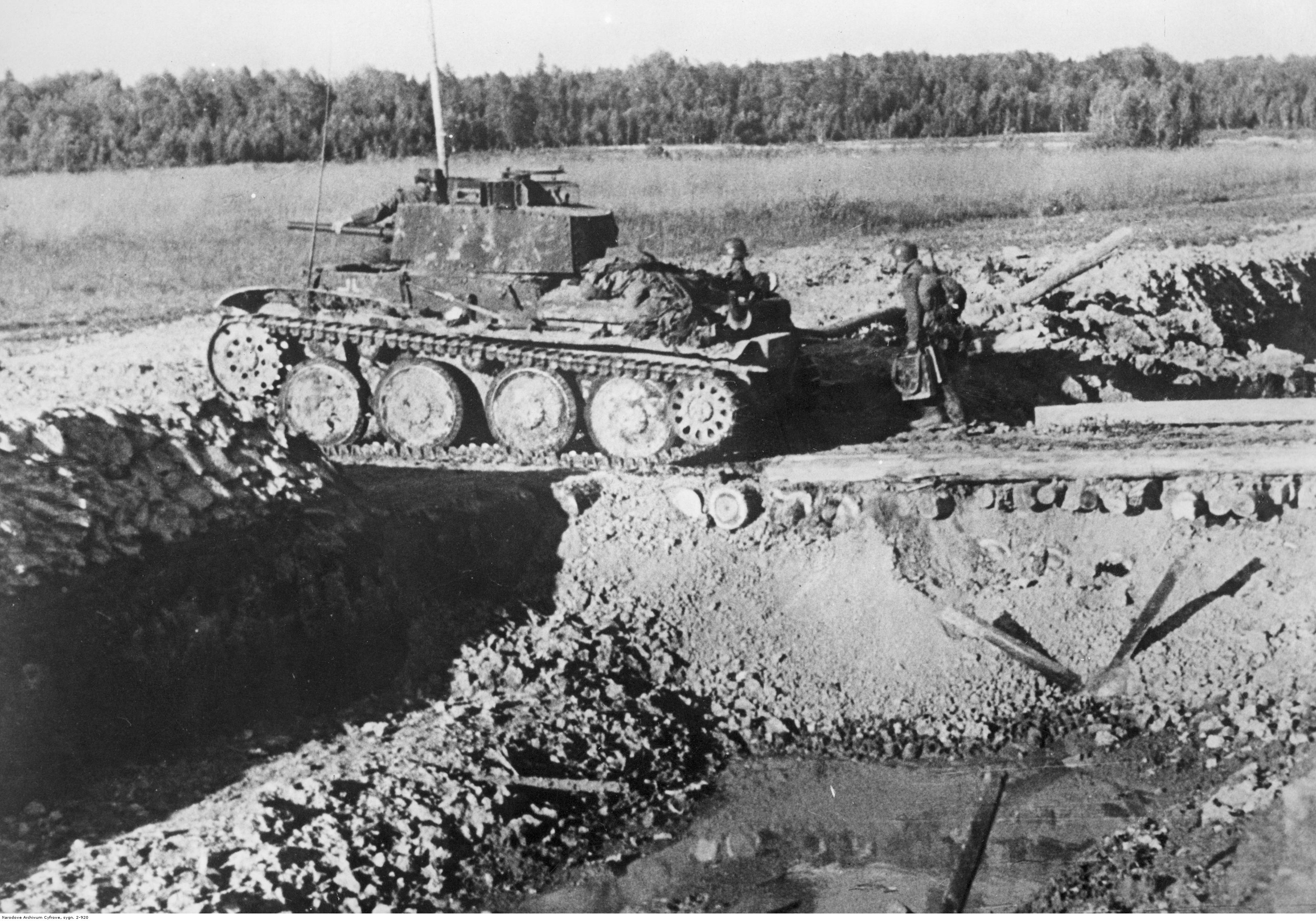
A 2ª Divisão Panzer ainda operava um grande número de tanques obsoletos de 38t, que herdou da partida da 7ª Divisão Panzer

A infantaria soviética do 20º Exército passava por sua retaguarda em direção a Kamanovo, mas foi frustrada pela chegada da 2ª Divisão Panzer, que os empurrou para trás e enviou tanques e granadeiros panzer em auxílio de Gollnick.  Entretanto, para a 5ª Divisão Panzer, o dia 6 de Agosto revelou-se um dia de crises. Ambos os seus flancos estavam "pendurados no ar" e foi atacado ao longo de toda a sua frente recém-adquirida por infantaria e tanques, alguns dos quais romperam para assediar unidades de abastecimento e posições de artilharia. O 14º Regimento Panzer Granadeiro posicionou seus dois batalhões em linha, apenas para vê-los gravemente atacados. Seu 2º Batalhão foi cercado e teve que lutar para escapar, com uma companhia de tanques de apoio perdendo oito tanques rechaçando ataques de T-34 que pareciam vir de todos os lados.  Os intensos combates custaram à 5ª Divisão Panzer 285 baixas somente neste dia,  mas limitaram o avanço russo a apenas 3,2 km. 
Forças russas substanciais avançavam de modo que, em 8 de agosto, o 20º Exército soviético havia introduzido mais de 600 tanques em seu setor.  À medida que forças adicionais de ambos os lados se juntaram à batalha, a intensidade da luta cresceu, mas o impulso dos atacantes primeiro diminuiu e depois parou. Regimentos montados do 2º Corpo de Cavalaria de Guardas alcançaram o rio Gzhat, explorando a lacuna entre a 5ª e a 2ª Divisões Panzer, e foram capazes de vadeá-lo e construir uma cabeça de ponte na margem sul.  Seu avanço foi contido pela chegada da 1ª Divisão Panzer, que atacou e fez recuar a linha. Da mesma forma, o 6º Corpo de Tanques alcançou e cruzou o Vazuza junto com algumas forças de rifle, mas, uma vez atravessado, foi recebido com ferozes contra-ataques e ataques aéreos, que impediram um maior avanço.
As dificuldades soviéticas persistiram. O 20º Exército descobriu que as comunicações de seu quartel-general não estavam à altura da tarefa e teve dificuldade em coordenar suas muitas unidades de rifle e em cooperar com o grupo móvel da frente. Devido aos contínuos problemas logísticos, o reabastecimento foi difícil; O 8º Corpo de Tanques reclamou de falta de combustível e munição, o que atrapalhou suas operações. A 17ª Brigada de Tanques descobriu que não havia combustível suficiente para manter todos os tanques em ação,  e a artilharia estava tendo que ser contida em favor do avanço das unidades de combate.
Por outro lado, para evitar um avanço, von Vietinghoff teve que lançar sua infantaria e unidades blindadas aos poucos para o combate imediatamente após a chegada, mas em 8 de agosto, conseguiu erguer um cordão firme em torno de toda a penetração da Frente Ocidental.

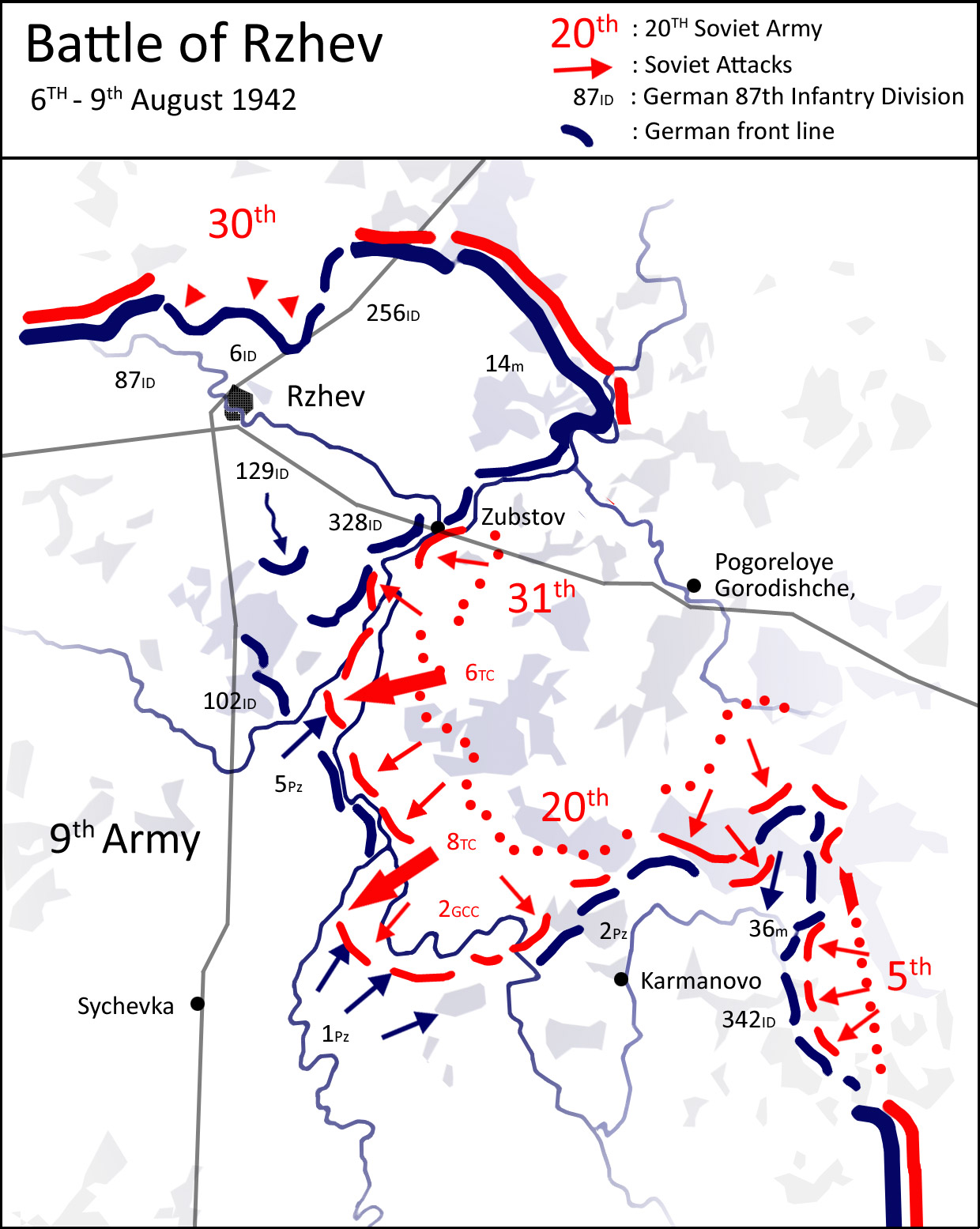
Operação Ofensiva First-Rzhev-Sychyovka; a Frente Ocidental continua seu avanço contra a crescente resistência do Grupo de Exércitos Centro

Com um avanço em direção a Sychevka parecendo cada vez mais improvável diante dos reforços alemães, Jukov ordenou que o 20º Exército extraísse o 8º Corpo de Tanques e o realinhasse ao sul, para cooperar com os novos ataques do 5º Exército.  Houve alguma melhoria no clima que finalmente permitiu que as estradas secassem o suficiente para trazer munição, e a logística soviética foi melhorada ainda mais com a restauração da linha férrea até Pogoreloye Gorodishche. 
O 8º Corpo de Tanques ainda estava empenhado no combate contra a 1ª Divisão Panzer e só conseguiu extrair 49 de seus tanques para o ataque.  No entanto, em 11 de agosto, após uma rápida preparação de artilharia, atacou, avançou 5km e capturou a vila de Jelnia. Seu oponente, a 2ª Divisão Panzer, notou 'ataques especialmente pesados' naquele dia   e acabara de receber uma entrega de novos tanques PzKpfw IV, que comprometeu imediatamente no combate. 
O 5º Exército só conseguiu fazer uma marca superficial na linha em 8 de agosto, quando seu primeiro ataque foi rapidamente interrompido por reforços alemães, agora voltando à luta para aumentar a pressão sobre o XXXXVI Corpo Panzer de Zorn do leste. Depois disso, o 20º e o 5º Exército continuaram a atacar, avançando uma ou duas milhas todos os dias com combates acirrados em cada aldeia. Os alemães, queixaram-se, estavam continuamente a desenvolver os seus sistemas de trincheiras, que eram apoiados por morteiros ocultos e posições de armas antitanque, e protegidos por campos minados e obstáculos com armadilhas.
Finalmente, em 23 de agosto, Kamanovo caiu. Depois disso, o 20º Exército Soviético descobriu que não poderia avançar mais contra uma linha alemã encurtada e fortalecida até que, em 8 de setembro, passou para a defensiva. 

#### Setembro de 1942
Em 26 de agosto, Jukov foi nomeado vice-comandante-em-chefe e transferido para a Frente de Stalingrado, de modo que o comando da Frente Ocidental foi entregue a Konev. Para manter os arranjos de comando unificado, os 30º e 29º Exércitos da Frente Kalinin foram subordinados à autoridade da Frente Ocidental.
Depois de assumir o comando, Konev percebeu que “as tropas estavam diminuindo em número e os projéteis eram poucos” e pediu uma parada para reorganizar, reabastecer munições, reparar tanques e aeronaves.  Ele decidiu lançar os 31º e 29º Exércitos do sudeste e o 30º novamente do norte e 'fechar o anel de cerco em torno de Rzhev'.
Após o seu avanço inicial, o 31.º Exército conseguiu um avanço constante mas nada espectacular no seu sector contra a infantaria alemã, empurrando-a para trás passo a passo e infligindo uma drenagem constante dos recursos alemães, mas sofrendo muito. Em 23 de agosto capturou um dos principais objetivos da ofensiva, tomando a metade sul de Zubtsov. Então, suas unidades alcançaram o rio Vazuza e construíram uma cabeça de ponte rasa na margem oeste.  Konev retirou o 6º Tanque do 20º Exército e o colocou de volta na linha logo abaixo de Zubtsov, utilizando a cabeça de ponte do 31º Exército. O ataque foi planejado para 9 de setembro, quando foi trazida munição suficiente.
O 6º Corpo de Tanques reuniu-se nas florestas e, na madrugada do dia 9, após meia hora de barragem de artilharia, atacou ao lado da infantaria do 31º Exército. Alcançando sucesso imediato, ele cortou um batalhão de infantaria dilapidado do 11º Regimento de Infantaria e tomou duas aldeias. Seguindo em frente, capturou a aldeia de Michejewo, ameaçando um avanço completo. Depois de alguma hesitação e muitos telefonemas, Hitler liberou a divisão Großdeutschland para um contra-ataque.

## Baixas

### Soviéticos
Os exércitos soviéticos participantes sofreram 290.000 baixas nos combates de Rzhev,  um número que abrange os principais agrupamentos de exército durante o período dos seus compromissos ofensivos, mas não cobre o corpo independente nem as perdas da força aérea; as perdas gerais foram superiores a 300.000. Algumas fontes, como alguns relatórios dos próprios exércitos participantes, apresentam números de baixas mais elevados do que os registados pela Frente. 
As divisões de fuzileiros dos exércitos atacantes tiveram que receber homens adicionais para continuar a atacar devido ao alto índice de desgaste de homens. Para manter a ofensiva até Setembro, Konev solicitou 20.000 substitutos para apenas dois dos exércitos envolvidos.  Em 10 de setembro, os exércitos soviéticos foram dizimados: as perdas os reduziram à metade, com 184.265 homens e 306 tanques. 
| Tabela de perdas soviéticas | Tabela de perdas soviéticas           | Tabela de perdas soviéticas |
| Exército                    | Duração da operação                   | Perdas totais na operação   |
| --------------------------- | ------------------------------------- | --------------------------- |
| 30º Exército                | Agosto-setembro de 1942               | 99.820                      |
| 29º Exército                | Agosto-setembro de 1942               | 16.267                      |
| 20º Exército                | 4 de agosto a 10 de setembro de 1942  | 60.453                      |
| 31º Exército                | 4 de agosto a 15 de setembro de 1942  | 43.321                      |
| 5º Exército                 | 7 de agosto a 15 de setembro de 1942  | 28.984                      |
| 33º Exército                | 10 de agosto a 15 de setembro de 1942 | 42.327                      |
|                             |                                       | Total 291.172               |

### Alemães
As perdas alemãs no 9º Exército em 17 de agosto já somavam 20.000.  Em 1º de setembro, von Kluge voou para o quartel-general do Führer para transmitir o que Model havia lhe dito no dia anterior: o 9º Exército estava à beira do colapso. Suas baixas chegaram a 42 mil e aumentaram a uma taxa próxima a 2 mil por dia. Hitler prometeu alguns reforços modestos, possivelmente incluindo a divisão Großdeutschland. “Alguém”, afirmou ele, “deve entrar em colapso. Não seremos nós!" 

Em meados de setembro, as divisões de infantaria alemãs no auge dos combates haviam sofrido até 40 mil baixas e, no caso da duramente atingida 161ª Divisão de Infantaria, mais de 6 mil. Todas as divisões Panzer perderam entre 1.500 e 2.000 vítimas, e a maioria dos tanques com os quais iniciaram a batalha. No geral, o número de mortos do 9º Exército foi superior a 53.000, incluindo mais de 1.500 oficiais.  Além disso, no setor do 3º Exército Panzer, os relatórios de baixas na época do ataque soviético listam mais de 10.000 perdas. 